# Miṣr al-Qadīmah
Miṣr al-Qadīmah es un distrito de la gobernación de El Cairo, Egipto. En julio de 2017 tenía una población estimada de 251 125 habitantes.
Se encuentra ubicado en el centro-norte del país, cerca de la ribera oriental del río Nilo.